# Alexandra Shipp

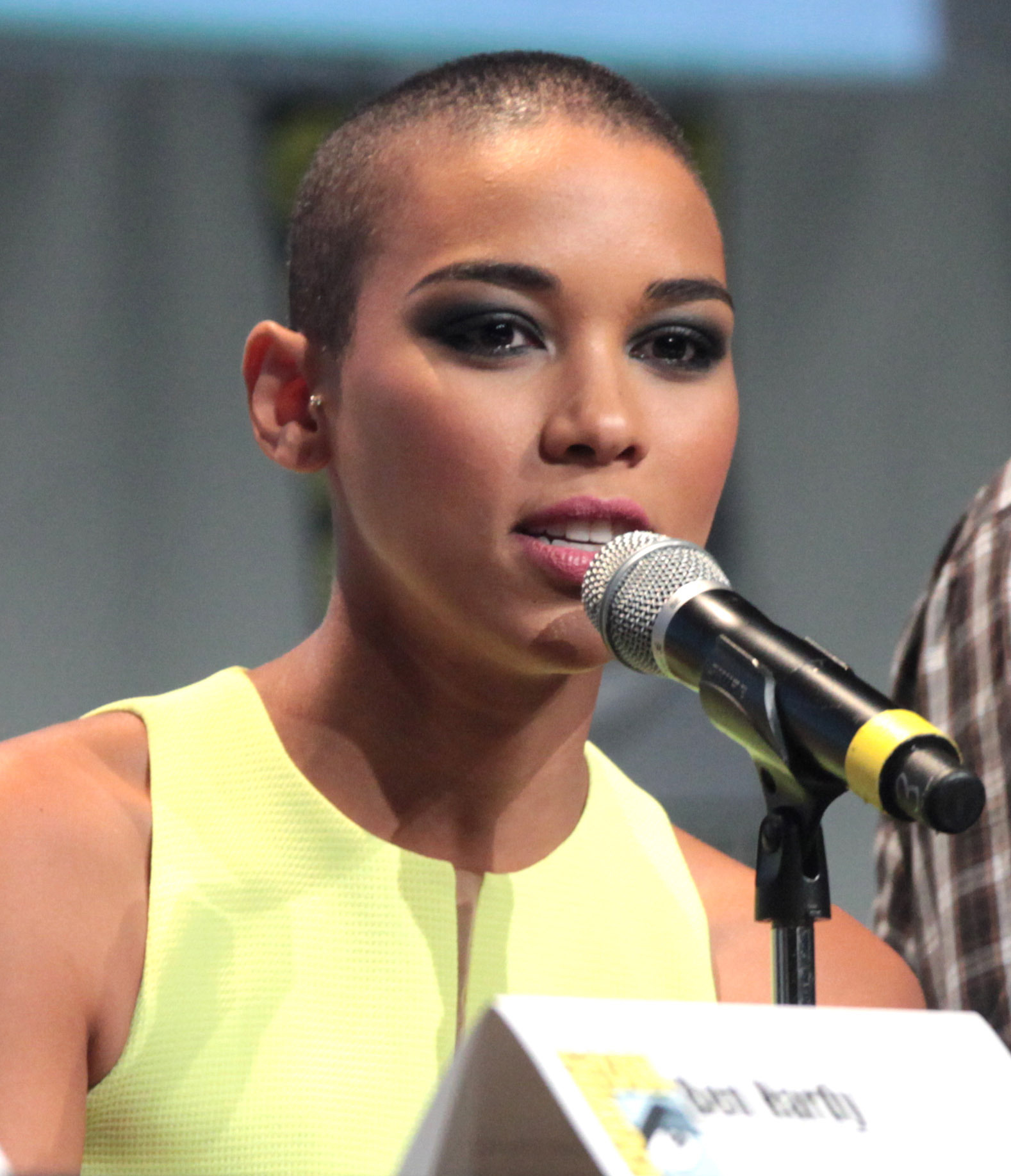
Alexandra Shipp, 2015

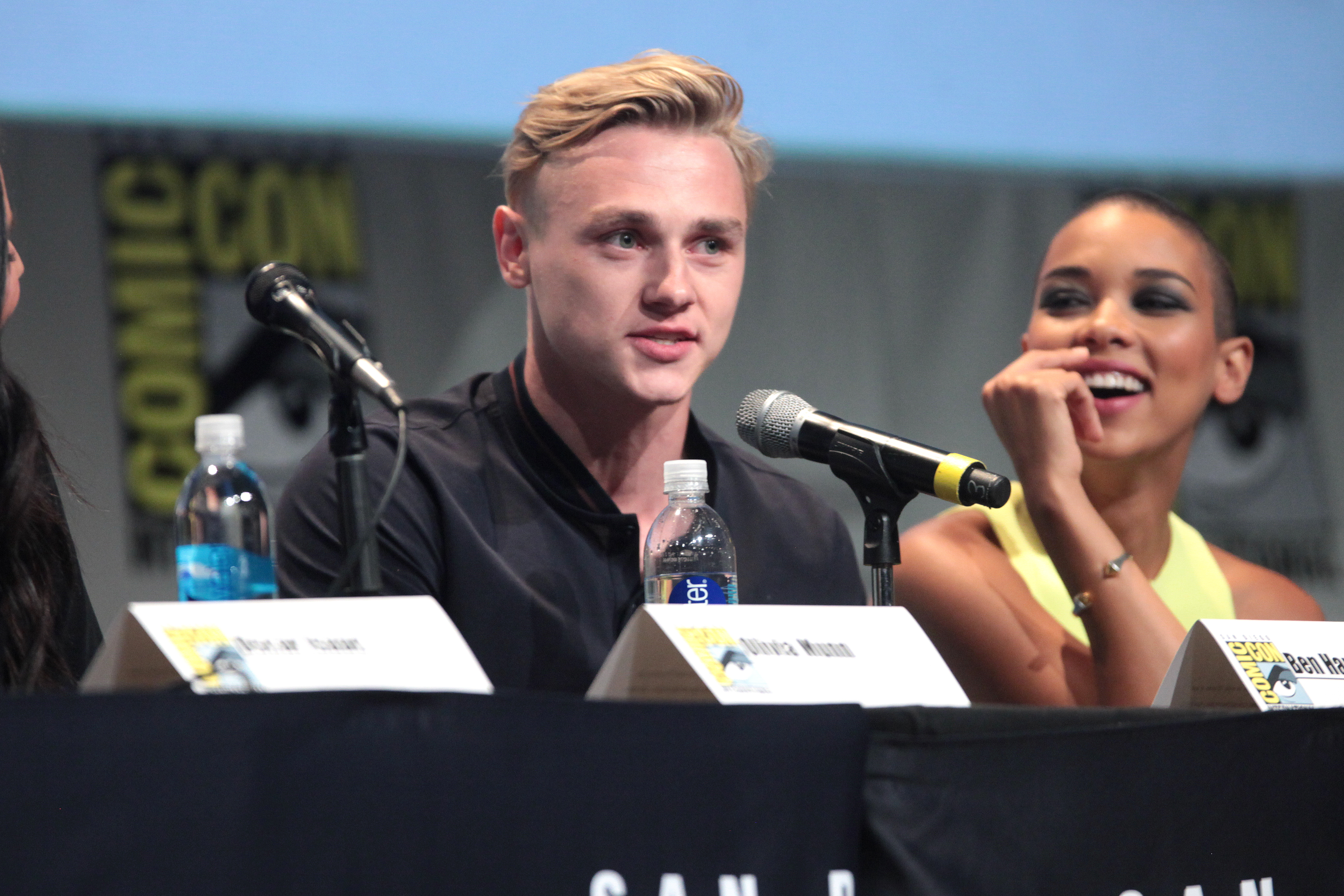
Alexandra Shipp neben Ben Hardy bei der Comic-Con (2015)

Alexandra Shipp (* 16. Juli 1991 in Phoenix, Arizona) ist eine US-amerikanische Schauspielerin und Sängerin.

## Leben und Karriere
Alexandra Shipp wurde im Juli 1991 in Phoenix, Arizona, geboren. Sie zog im Alter von 17 Jahren nach Los Angeles, um ihre Schauspielkarriere voranzutreiben. Ihre erste Schauspielrolle war 2009 als Valentina in Alvin und die Chipmunks 2. Danach folgten Gastrollen in Switched at Birth und Victorious. Bekanntheit erlangte sie 2013 durch die Hauptrolle der KT Rush in der dritten Staffel der Mystery-Soap House of Anubis.
Im Herbst 2014 war Shipp in die Rolle der verstorbenen R&B-Sängerin Aaliyah für den Lifetime-Fernsehfilm Aaliyah: The Princess of R&B geschlüpft, der auf dem Bestseller Aaliyah: More Than A Woman von Christopher Farley basiert. Die Rolle wurde zuvor mit der Schauspielerin Zendaya besetzt, die jedoch aus dem Projekt ausstieg. Im Januar 2015 wurde sie für die Rolle der Storm im siebten Teil der X-Men-Filmreihe, X-Men: Apocalypse, verpflichtet.
Neben der Schauspielerei ist sie auch als Sängerin beschäftigt. Im Herbst 2014 veröffentlichte sie ihre erste EP. Am 3. Juni 2021 publizierte sie auf der Social-Media-Plattform Instagram ihr Coming-out als Mitglied der LGBT-Community, ohne dabei ihre sexuelle Ausrichtung näher zu spezifizieren.

## Filmografie (Auswahl)
- 2009: Alvin und die Chipmunks 2 (Alvin and the Chipmunks: The Squeakquel)
- 2011: Switched at Birth (Fernsehserie, Episode 1x04)
- 2012: Victorious (Fernsehserie, Episode 3x04)
- 2013: House of Anubis (Fernsehserie, 41 Episoden)
- 2013: Awkward – Mein sogenanntes Leben (Awkward, Fernsehserie, 2 Episoden)
- 2014: Ray Donovan (Fernsehserie, Episode 2x01)
- 2014: Zeit der Sehnsucht (Days of Our Lives, Fernsehserie, 2 Episoden)
- 2014: Drumline: A New Beat (Fernsehfilm)
- 2014: Aaliyah: The Princess of R&B (Fernsehfilm)
- 2015: Straight Outta Compton
- 2016: X-Men: Apocalypse
- 2017: Tragedy Girls
- 2018: Spinning Man – Im Dunkel deiner Seele (Spinning Man)
- 2018: Love, Simon
- 2018: Deadpool 2
- 2019: Die unglaublichen Abenteuer von Bella (A Dog’s Way Home)
- 2019: X-Men: Dark Phoenix (Dark Phoenix)
- 2019: Shaft
- 2019: Jexi
- 2020: All die verdammt perfekten Tage (All the Bright Places)
- 2020: Endless
- 2021: Silk Road – Gebieter des Darknets (Silk Road)
- 2021: Tick, Tick… Boom!
- 2021: Asking for It
- 2022: Zum Mars oder zu Dir? (Space Oddity)
- 2023: The Good Half
- 2023: Barbie
- 2023: Wo die Lüge hinfällt (Anyone But You)

## Videospiele
- 2019: Telling Lies